# Jinotega
Jinotega (del náhuatl: Xiyotekah ‘gente de los jiñocuabos’) es un municipio y una ciudad de la República de Nicaragua, cabecera del departamento de Jinotega situada al norte del país. Es conocida como la «Ciudad de las Brumas» debido a sus características naturales. Fue fundada en 1600 con el nombre de San Juan de Jinotega, por el fraile mercedario Juan de Alburquerque.

## Toponimia
La palabra Jinotega se deriva de la raíz primitiva náhuatl Xiyotlan. El término proviene de xiyotl, originalmente del vocablo xiyokwawitl, que quiere decir jiñocuabo o "árbol sarnoso"; la terminación -tlan, que quiere decir "lugar donde abunda"; y el sufijo de gentilicio plural -kah. Entonces, Xiyotlan significa "lugar de los jiñocuabos" y Xiyotekah, "vecinos del lugar de los jiñocuabos". Posiblemente esta sea la más acertada de las traducciones, porque en la región hay abundancia de estos árboles.
No obstante, según el historiador Eddy Kühl, el nombre Jinotega no proviene del idioma náhuatl, ya que los indígenas de esta zona (Jinotega, Matagalpa, Sébaco y Muy Muy) hablaban la lengua misumalpa, es decir, que no eran de origen mesoamericano como los mangues (chorotegas) y los pueblos nahuas (nicaraguas) que habitaban la zona del Pacífico de la actual Nicaragua.
Según el lingüista alemán Walter Lehmann, el idioma de los indígenas de Jinotega y Matagalpa era de la familia macro-chibcha. El historiador Julián Guerrero, en su "Monografía de Jinotega" afirma que el vocablo Jinotega es chorotegano.
Los cronistas llamaban a los primeros habitantes de la zona central y norte del país como:
- Chontales, según el cronista Oviedo.
- Uluas, según Alonso Ponce.
- Popolucas, según Fray Blas de Hurtado.
- Matagalpas, según Brinton, Lehmann y Noguera.

A mediados del siglo XVI, los intérpretes nahuas que acompañaban a los militares y misioneros españoles quisieron nahuatlizar algunos nombres. Pero el 80 % de las toponimias permanecieron en idioma matagalpa, como son los nombres terminados en lí (“río”), güina (“gente”), cayán (“cerro”), etc., muy corrientes en la región central y norte del país.

## Geografía

### Geografía física
Jinotega se encuentra ubicada a una distancia de 142 kilómetros de la capital de Managua por Carretera Panamericana Norte CA-1.

#### Coordenadas
- Altitud: 1,004 m s. n. m.
- Superficie: 880.3 km².
- Latitud: 13° 6′ 0″ N
- Longitud: 86° 0′ 0″ O.

#### Límites
Límites del municipio

| Noroeste: San Rafael del Norte | Norte: Santa María de Pantasma | Noreste: El Cuá           |
| Oeste: San Rafael del Norte    |                                | Este: El Tuma - La Dalia. |
| Suroeste: La Trinidad          | Sur: Sébaco y Matagalpa        | Sureste: Matagalpa        |

Límites del área urbana

| Noroeste: Cerro Chirinagua | Norte: Cerro Las Trincheras | Noreste: Cerros Aventino y Alemania |
| Oeste: Cerro de La Cruz    |                             | Este: Cerro Los Papales             |
| Suroeste: Cerro Macedonia  | Sur: Cerro Cubulcán         | Sureste: Loma Palmira               |

#### Hidrografía
Todo el territorio de Jinotega pertenece a la vertiente del Mar Caribe, cuenta con numerosos ríos como son: Río Jigüina, San Gabriel, Mancotal, Gusanera, Santa Bárbara, El Tuma y El Río Viejo. También cuenta con dos lagos artificiales como son: El lago de Apanás (1960) y el Lago El Dorado (1989), con una extensión de 56 km², estos se encuentran separados por la represa de Asturias.

#### Relieve
El municipio posee un relieve de altas montañas con muchas estribaciones y valles angostos que son parte de la Cordillera Isabelia. La Cordillera Isabelia cruza el territorio de Jinotega siguiendo una dirección occidental y oriental desde Yalí hasta los Macizos de Peñas Blancas. El confinado valle de Jinotega se abre hacia el norte en amplia planicie de San Gabriel, que comprende además el valle de Apanás, inundado y convertido en lago artificial por el embalse del río Tuma. Al oriente del valle de Jinotega se levanta la montaña de Datanlí, que tiene como punto culminante el cerro "Chimborazo" (1688 m). En esta montaña crece una vegetación de nebliselva, verde y lozana; nacen varias fuentes cristalinas y la temperatura es agradable durante todo el año.
Entre los bosques existen plantaciones de café de excelente calidad. El paisaje que se disfruta a lo largo de la carretera que une Matagalpa con Jinotega, en los alrededores de Ostuma, Selva Negra, Disparate de Potter y Santa Lasteania (1550 m s. n. m.), hace de esta ruta una de las más hermosas y pintorescas jamás vistas en Nicaragua. Limitando con Estelí se presenta una serie de mesas secas y rocosas como las de Saraguasca, Los Carbonales, El Mojón, Yagualica, etc., cuyas cumbres planas alcanzan unos 1000 metros sobre el nivel del mar, dejando entre ellas angostos cañones donde serpentea el río Viejo. Las mesas terminan en el cerro de La Cruz que se levanta como una muralla al oeste de la ciudad de Jinotega.

## Historia

### Período precolombino
El asentamiento de Jinotega fue establecido en medio de un valle montañoso en forma de caldero por indígenas en la época precolombina. El gobierno de la jefatura de Jinotega fue ejercido por un cacique o cacique supremo, asesorado por un consejo de ancianos. La población era politeísta, tenían dioses del aire, truenos, relámpagos, lluvia, cosechas, etc. La agricultura estuvo constituida principalmente por el cultivo de maíz, frijol, cacao, la cosecha de raíces y frutos comestibles. El maíz era el alimento básico de la dieta.
Los indígenas de Jinotega tejían sus ropas usando algodón, la corteza de ciertos árboles y cuero de animales y los colorearon con tintas extraídas de plantas y animales. Hicieron utensilios domésticos con barro cocido, en el que destacaron. Existe bastante controversia sobre sus pobladores originales. Para algunos historiadores, los indígenas de esta región eran descendientes de los mayangna y de Chontales, es decir, de la costa del Caribe; para otros, los aborígenes de la región eran de habla chorotega y, por lo tanto, mesoamericanos.
Los arqueólogos creen que la región central-norte de Nicaragua estaba habitada desde hace más de 2000 años, catalogados luego como chontal-matagalpas. Eran parte de migraciones tempranas procedentes de México, era gente que seguramente bajaron del centro de México, eso fue antes de la formación de la cultura mesoamericana, es decir que salieron de México antes de la formación de los yutoaztecas, otomangues y mayas. A partir del año 800 d. C. empezaron a bajar de Chiapas a la franja del Pacífico de Nicaragua, indígenas de cultura mesoamericana (chorotegas, nahuas, maribios). A partir de entonces estos mesoamericanos entraron en contacto comercial con los indígenas que vivían en el centro y norte de Nicaragua, conocidos como chontal-matagalpas.
Al comenzar la época de la conquista española en 1524, el 75% de los pueblos indígenas del centro-norte de Nicaragua estaban poblados por estos chontal-matagalpas. El profesor Harvey Wells (1932-2009), un educador local e historiador respetado que enseñó en el Colegio La Salle en sus estudios considera que Jinotega tiene sus raíces en la capital del pueblo mexica, de forma más específica en Tenochtitlan desde donde grandes caravanas partían, para hacer comercio, cobrar tributos y ofrecer protección contra los enemigos. Venían a pie por las tierras mixtecas, zapotecas y chiapanecas y por los pueblos mayas de Guatemala y Honduras ingresaron a Nicaragua por dos puntos: Jalapa y Teotecacinte.
La historia de Nicaragua señala que Hernán Cortés, el 13 de agosto de 1521 conquistó Tenochtitlan, así que los mexicas no podían regresar. Deambularon buscando un sitio donde permanecer y llegaron a la confluencia de los ríos Viejo y Ducualí. Asombrados de la belleza del lugar, de sus características especiales observaron hacia el sur y ahí estaban los «Gemelos Divinos»: Cubulcán y La Pelota. Esta es la razón que los decidió quedarse en este lugar. Cubulcán proviene del náhuatl Koapolkan, que significa "lugar del gran gemelo". Harvey Wells exponía efectivamente que entre los años 1530 y 1540, Jinotega era un pueblo precolombino.

### Período colonial
Jinotega se incorporó al Corregimiento de Sébaco y Chontales, acaecida por los años de 1570 a 1573. El corregimiento lo formaba la vasta extensión comprendía desde la región de Nueva Segovia hasta el desaguadero del Río San Juan. Allá en los años 1600 cuando llegaron los españoles al mando de fray Juan de Albuquerque, religioso mercedario, él se enamoró del lugar. Decidió entonces fundar «el pueblo de San Juan» (de la Tienda Molina hacia el sur) dándole como patrono a «San Juan el Bautista». Señaló el lugar de la plaza (parque central) y del cabildo (alcaldía municipal). Así que de esta manera fue conocida la villa, como «San Juan de Jinotega».
Según Eddy Kühl Aráuz, se estima que los primeros españoles provenientes de la Segovia empezaron a asentarse en estos vallecitos: «Jocomico», «Ocotal Espeso», «Rincón Largo», «El Salto», «El Tanque», «Umure» y «El Naranjo» a principios de los años 1670, algunos de ellos empezaron a trasladarse a Jinotega a principios de los años 1700 pues Fray Morel dice que los vecinos aseguraban que en 1710 habían comenzado a hacer la segunda iglesia, esta vez con cal y ladrillos de barro. La primera iglesia de Jinotega debió haber sido construida por los indígenas con horcones de madera y techo de paja, desde mediados del siglo XVII, pues el pueblo de indios de Jinotega ya es mencionado en la tasación española del año 1581. Los tasadores españoles fueron: un oficial español Francisco de Aguiar, el sacerdote vicario de Sébaco   Miguel de Cijas y el secretario Juan Caballero Altamirano. Los primeros españoles asentados en Jinotega eran de apellido «de Castro», «Gadea», «Sobalvarro», «Duarte», «Altamirano».
En el «Naranjo» los apellidos más corrientes son "Castro" y "Cruz", en «Jocomico» son "Sobalvarro" y "Duarte", en «Umure» y «Ocotal Espeso» es "Zeledón" y "Centeno", en «Llano Grande» es "Chavarría", en «Pacsila» es "Sáenz", "Montenegro" y "Castro", en San Rafael del Norte es "Aráuz", "Blandón", "Pineda", "Úbeda" y en La Concordia "Tinoco", "Zeledón" y "Rodríguez". Otros hermosos apellidos muy propios de estas regiones son "Castilblanco", "Cantarero" y "Alburquerque".
El historiador Eddy Kühl Aráuz describe que según los historiadores como Julián Guerrero y Simeón Jarquín dicen en sus libros, que Jocomico había sido el primer asiento español y que posteriormente se mudó al pueblo de indios de Jinotega. Eddy Kühl Aráuz realizó una «Expedición exploratoria en Jocomico» con sus amigos en mayo de 2010 y descubrió que algunos restos de «Jocomico» quedan todavía en un caserío situado a tres leguas de oeste de la ciudad de Jinotega. Al visitar las fincas y casas con moradores de apellidos como «Sobalvarro», «Duarte», «Castro», les mostraron tiestos de arcilla y objetos de piedra que más bien son de manufactura indígena pero dicen que en los lugres montosos puede verse restos de un posible asentamiento español, gente de complexión netamente europea, posiblemente del norte de España, como ojos claros, cabello rojizo y de estatura media alta.
Este pudo ser uno de los asentamientos de un grupo de españoles que llegaron aquí después de la desmembración de la población española de la ciudad de Nueva Segovia en 1611 la cual había sido fundada en 1543, estos refugiados bajaron hacia el sur y terminaron asentándose en los años 1640 y 1650 en valles como Estelí, Jocomico y otros («Carreta Quebrada», «Ocotal Espeso», «El Naranjo», «Umure», «Sitio Largo», «Pacsila»). El posible abandono del sitio de Jocomico pudo haber sido por falta de mano de obra indígena y el agua potable era escasa, lo que provocó que los españoles y ladinos se mudaran a un lugar más poblado y habitante, terminando por asentarse en un barrio vecino al sur del pueblo de indios de Jinotega, donde instalaron fábrica de tejas y ladrillos para sus casas, dando lugar al poblado «La Tejera». Este barrio de españoles y mestizos fue creciendo, ayudado con la mano de obra indígena del viejo pueblo de indios de Jinotega, pueblo "frío y montoso" que encontró el obispo Fray Morel de Santa Cruz cuando lo visitó en 1752 y que ya vivían allí unos 150 ladinos blancos, pues menciona que había 18 haciendas de ganado y 16 trapiches, los vecinos vivían temerosos de ataque de zambos (los zambos de Mosquito comenzaron a aparecer en los años 1670).
En la visita que en febrero de 1703 hicieron los frailes Margil de Jesús y Rodrigo Betancourt mencionan a Jinotega como “pueblo de indios con muchas supersticiones”. Según Eddy Kühl Aráuz, se atribuye a Antonio Margil de Jesús, en mayo de 1703 la erección de la primera cruz de madera en la cima del cerro Chirinagua, frente al costado oeste del entonces pueblo de indios de Jinotega. Según Simeón Jarquín Blandón, se dice que el misionero español Fray Antonio Margil de Jesús colocó la primera cruz en la cima del cerro de ese nombre al occidente de la ciudad de Jinotega; sea para librarnos de los brujos y hechiceros como dicen unos, o de las invasiones de los zambos y piratas, según otros. Esto debió ocurrir alrededor de 1705.
Era de madera al pasar los años y deteriorarse la cruz era sustituida por otra de madera, así en diferentes épocas hasta llegar a finales del siglo XIX en que gente progresista continuó reemplazándola, como fueron: el presbítero Francisco Reyes, el inmigrante alemán Emilio Stadthagen casado con la devota Dolores Cantarero, luego a comienzos de siglo XX por gente devota como doña Lola Rosales de Palacios, los Hermanos de la Salle, el presbítero Alberto Valencia, finalmente el gremio de albañiles de Jinotega erigió una cruz en concreto reforzado que es la que permanece en ese sitio.

### Período contemporáneo
En 1806 se termina de construir en Jinotega la iglesia de cal y ladrillos que habían comenzado en 1710 los primeros españoles y ladinos que se asentaron en Jinotega con ayuda de los indígenas. El poblado de Jinotega fue elevado a la categoría de villa el 5 de abril de 1851.
En julio de 1872, el científico Thomas Belt salió de Santo Domingo de Chontales en busca de mineros en las Segovias cerca de la frontera con Honduras. En su viaje visita a Jinotega y se aferra a llamarle con su nombre antiguo y no con "Santas Rosas", "San Juanes", "Santos Tomases" y explica que los habitantes "se aferran a sus viejos nombres" y no a los impuestos por los españoles. Es decir, el nombre español es «San Juan», y el nombre indígena es Jinotega.
Thomas Belt describió a Jinotega como un pueblecito en medio de un valle estrecho de planicie aluvial, rodeado por serranías rocosas coronadas de bosques de pino y roble, con suelo de arcilla oscura, fina y profunda. La mayoría de las casas del centro del pueblo estaban bien construidas y tejadas, en los barrios habían pequeñas chozas pajizas de encumbrados techos. Se cultivaba el sorgo, maíz, papas y frijoles en suelo fértil. Mucha gente tenía el pelo rojizo claro y ojos azules. Todos sus utensilios de cocina eran indígenas: comales y ollas de ruda alfarería y sus bebidas populares eran el tiste, pinol, pinolillo y chicha, todo de maíz, azúcar y cacao.
El 11 de febrero de 1883 se le otorgó el título de ciudad a Jinotega. Antes de 1915, Jinotega alumbraba sus calles con lámparas de querosén, que colgando de postes, un farolero se encargaba de encender a las seis de la tarde. En 1930, el pueblo tuvo el primer servicio de agua por cañería. El 28 de marzo de 1927, el general Augusto C. Sandino toma la ciudad de Jinotega, después de recios combates librados contra fuerzas conservadoras en Yucapuca y Saraguasca. El primer automóvil perteneció al ciudadano alemán Enrique (Heinrich) Gülke. Según los historiadores, la primera bicicleta de mujer fue llevada a la ciudad en 1933, como obsequio del ciudadano alemán Luis (Ludwig) Frenzel para los quince años de su hija Hulda.

## Demografía

### Población
Jinotega tiene una población actual de 150 146 habitantes. De la población total, el 50.5 % son hombres y el 49.5 % son mujeres. Casi el 37.9 % de la población vive en la zona urbana.
La población de la zona urbana muestra un aumento de 20 589 habitantes durante el año (1971-1995) y durante el año (2005-2022) un aumento de 10 844 habitantes.
| Población histórica de la ciudad de Jinotega | Población histórica de la ciudad de Jinotega | Población histórica de la ciudad de Jinotega |
| Año                                          | Habitantes                                   | Fuente                                       |
| -------------------------------------------- | -------------------------------------------- | -------------------------------------------- |
| 1971                                         | 10 235                                       | Censo nicaragüense de 1971                   |
| 1995                                         | 30 824                                       | Censo nicaragüense de 1995                   |
| 2005                                         | 41 134                                       | Censo nicaragüense de 2005                   |
| 2022                                         | 56 910                                       | Estimaciones del INIDE                       |

## Organización territorial

### Geografía política
De acuerdo con la división política administrativa, el municipio está zonificado en 12 distritos. Tanto el sector urbano como el sector rural están constituidos por 6 distritos.

#### Sector urbano

##### Barrios y localidades
| Distrito 1 | Distrito 2 | Distrito 3 | Distrito 4 | Distrito 5 | Distrito 6                                                                             |
| --- | --- | --- | --- | --- | -------------------------------------------------------------------------------------- |
| 1. Lipululo 2. Santa Clara 3. Llano de la Cruz 4. El Limón 5. Las Trincheras 6. Las Conchitas 7. Puerto Loco 8. El Portillo 9. Boca del Monte 10. La Laguna | 1. B. Sandino 2. B. Gracias a Dios 3. Villa Valencia 4. B. Moisés López 5. B. San Antonio 6. B. Carlos Rizo 7. B. Camilo Ortega 8. B. 19 de Julio 9. Villa Norte 10. Colonia Pedro Estrada 11. B. Alejandro Ramos | 1. B. Ernesto Rosales 2. B. Juan Ramón Corea 3. B. Centro América 4. Villa Libertad 5. B. Santiago Zeledón 6. B. Alfredo Alegría 7. Proyecto Linda Vista 8. B. Carlos Núñez 9. B. Róger Hamguien I y II Etapa 10. Las Tres Cruces 11. B. 20 de Mayo 12. B. Daniel Teller 13. B. Los Ángeles 14. B. El Jocote 15. B. San Cristóbal 16. B. Benjamín Zeledón 17. B. Panorama 18. B. Linda Vista Sur 19. Palmira | 1. El Limito 2. Los Pinos 3. Flor de Pino 4. El Ocotalillo 5. Cuatro Esquinas 6. Los Chagüites 7. El Jobo 8. La Tejera | 1. El Guanacaste 2. La Montañita 3. B. Mauricio Altamirano 4. B. San Isidro - La Curva 5. Las Mesitas 6. La Cal 7. B. Omar García | 1. B. Germán Pomares 2. Villa La Cruz 3. El Ocotalillo - Cerro La Cruz 4. Peña La Cruz |

#### Sector rural

##### Comarcas y comunidades
| Distrito 1 | Distrito 2 | Distrito 3 | Distrito 4 | Distrito 5 | Distrito 6 |
| --- | --- | --- | --- | --- | --- |
| 1. San Francisco de los Cedros 2. Asturias 1 y 2 3. Monterrey 4. La Virgen 1 y 2 5. Los Alpes 6. Santa Elena 7. San Enrique 8. San Isidro 9. El Diamante 10. La Esperanza 11. El Potrerillos 12. El Dorado 13. Las Cuchillas 14. San José 15. La Ceiba 16. La Flor 17. Santo Domingo | 1. El Sardinal 2. El Escambray 3. Montecristo 4. Santa Isabel 5. La Sorpresa 6. Los Cerrones 1 y 2 7. Las Américas 8. La Perlita 9. Las Parcerlas 10. El Sarayal 11. El Consuelo 12. San Isidro 13. San Andrés 14. Cooperativa Ernesto Acuña 15. Las Brisas 16. Santa Teresita 17. La Paz del Tuma | 1. Jigüina 2. Datanlí 3. Pueblo Nuevo 4. Santa Teresita 5. El Gobiado - Cooperativa Lina Herrera 6. La Trampa 7. Raycero 8. Apaquila 1 y 2 9. Los Robles 10. Las Lajas 11. El Salto 12. Cuyalí 13. Santa Gertrudis 14. Santa Maura 15. Corinto Finca 16. Barro 1 17. San Esteban | 1. Las Mercedes 2. La Sultana 3. Las Latas 4. Palestina 5. Cooperativa Juan Ramón Corea 6. Cooperativa Lázaro Talavera 7. Santa Lastenia 8. Las Banquitas 9. Santos Palacios 10. Santa Enriqueta 11. Palo Blanco 12. La Fundadora 13. La Parranda 14. El Limón 15. La Mascota 16. La Esmeralda 17. Las Dolores 18. Cuatro Esquinas 19. Las Camelias 20. El Chimborazo 21. Santa Carmela | 1. Las Lomas 2. Yagualica 3. Santa Ana 4. El Salto 5. El Naranjo 6. Los Calpules 7. Tomatoya 8. La Joya 9. Las Cureñas 10. El Cacao 11. Pita del Horno 12. San José Humure 13. Jocomico 14. El Limón 15. Loma del Nance 16. EL Hatillo 17. El Tanque 18. Ricón Largo 19. Walasá | 1. El Mojón Arriba 2. El Mojón Abajo 3. Paso Real 4. Chagüite Grande Arriba 5. Sasle 1 6. Mancotal Arriba 7. Mancotal Abajo 8. Yankee 9. Anita 10. Cerro de Agua 11. San Gregorio 12. Los Ángeles 13. La Naranja 14. Sasle 15. Tomayunca 16. La Reforma 17. Antioquía (Las Quebradas) 18. San Antonio de Sisle 19. Sisle 2 20. Chagüite Grande Abajo |

## Clima
De acuerdo a la clasificación climática de Köppen, el municipio se caracteriza por tener un clima del tipo sabana tropical sub-húmedo, el que presenta tres zonas climáticas bien definidas:
- Zona seca: se caracteriza por presentar temperaturas en el rango de 22 a 27 °C, las precipitaciones oscilan entre 600 y 1000 mm anuales y elevación promedio de 630 m s. n. m. Esta zona es recorrida por el Río Viejo, que sirve de desagüe del Lago Apanás y desemboca en el Lago Xolotlán. Presenta un relieve muy pedregoso.[3]
- Zona Intermedia: las precipitaciones oscilan entre 800 y 1200 mm anual, con temperaturas en el rango de 21 a 24 °C y elevaciones en el orden de 900 a 1600 m s. n. m. El grado de pedregosidad es inferior a la zona seca. Recorren esta zona ríos importantes como Jigüina, Mancotal y San Gabriel; además, aquí se ubica el Lago Apanás, principal fuente energética del país.[3]
- Zona húmeda: las precipitaciones son mayores con relación a la zona Intermedia, las que oscilan entre 800 y 2000 mm anual; la temperatura varía de 19 a 22 °C, se presenta en elevaciones de 900 a 1600 m s. n. m., influenciada de este a oeste por la Cordillera Isabella. Se ubican en esta zona ríos importantes como El Tuma y Gusanera.[3]

La temperatura anual en el municipio es de 21 °C. En la ciudad varía entre los 18 a 24 °C. La estación húmeda abarca de mayo a noviembre y la seca se extiende de diciembre a abril. La humedad relativa promedio anual es de 90 %. Los vientos más fuertes ocurren durante los meses de diciembre y abril, con velocidades promedio de 2.3 m/s y tienen orientación predominante norte.
Algunos escritores románticos han dado en llamar a Jinotega como la «Ciudad de las Brumas», debido al fenómeno brumoso que solía cubrir a la ciudad todas las mañanas debido a la alta concentración de humedad en su atmósfera. Este fenómeno ha ido desapareciendo en los últimos años como efecto del despale inmisericorde de los bosques aledaños.

## Recursos naturales

### Flora
En cuanto a vegetación el municipio cuenta con bosque de pino abierto: Forestas que presentan asociaciones de pinares con o sin robles, con altura mayor de 5 metros y cobertura de copas máxima de un 70 %, además contienen pastos.
Vegetación Arbustiva: Vegetación con arbustos y árboles menores de 5 metros de altura, se concentra en todo el departamento de Jinotega con un área de 192.48 km².
Café de Sombra: Plantaciones de café con vegetación boscosa, sirve de protección al cultivo. La mayor concentración se da en el municipio de Jinotega con 392.93 km². Café sin Sombra: Plantaciones de café sin vegetación arbórea.
Maleza: Vegetación en una proporción de 70 % con maleza y 30 % con matorrales. Existe poca presencia en el municipio de Jinotega. Pastos con maleza: Pastos cultivados descuidadamente con 60 % de pastos y 40 % de malezas. Este tipo de vegetación se presenta en todos los municipios del departamento. Pastos con árboles: Áreas empastadas, asociadas con vegetación arbórea con cobertura de copas menor del 40%, se encuentran áreas significativas en el municipio. Pasto mejorado: Terrenos empastados con variedades mejoradas y limpias de malezas, las áreas más considerables se localizan en el municipio de Jinotega.
Cultivos Agrícolas: Cultivos anuales con o sin riego, incluyen además áreas con hortalizas.
Bosque de Coníferas: Con una densidad de cobertura mayor del 70 %, árboles de más de 5 metros, cubre una superficie de 79.09 km² de bosques. La mayor concentración se encuentra en el municipio de Jinotega con 23.58 km², En el departamento todavía se encuentran algunas áreas de bosques con especies caducifolias que tiene importancia forestal tales como: Aguacate Montero, Cedro Macho, Coyote, Chaperno, Chilamate, Elequeme, Gavilán, Guácimo, Jobo, Madroño Blanco, Sangregrado Blanco, Sangregrado Colorado.

#### Jiñocuabo
En Jinotega crece el citado árbol jiñocuabo (Bursera simaruba), Árbol balsámico al que los indígenas de Jinotega atribuían grandes propiedades medicinales. El árbol de Jiñocuabo todavía está muy extendido en la zona de Jinotega, donde crece como siempre en las laderas de la ciudad de Jinotega.
Se denomina jiñocuajo o también jiñocuabo, del náhuatl xiyokwawitl. Los nahuas y chorotegas de la región tienen al jiñocuajo como árbol de la eternidad y la sabiduría. Además, esta planta es tenida por los indígenas como medicinal, casi sagrada.

### Fauna
La fauna silvestre incluye especies del gran grupo de los mamíferos, reptiles, avifauna y ornifauna. La actividad humana ha incidido en la deforestación y destrucción del hábitat de la fauna silvestre, afectando las poblaciones naturales de las siguientes especies: Cabro de Monte, Danto (Tapir americano), Jaguar (tigre), Pava (Chachalaca), Pavón, Tigrillo, Venado, Armadillos, Congos, Momos, Osos Hormigueros, Perezosos y Pizote, Lapa Roja, Loras, Querque, Tucán, Boa, Barba Amarilla, Coral Negro, Coral Rojo, Culebra Mica, Chocoya, Mata Buey, Ratonera, Tamagás, Víbora de Sangre y Zopilote; las que tienen importancia económica al ser fuentes de alimento y otros subproductos: aspas, pieles y plumas para la pequeña industria e industria artesanal. Las especies con mayor calidad, cantidad y demanda de carne silvestre son: Guardatinaja, Guatusa, Cusuco, Cabro de Monte (Venado rojo), Venado cola blanca y Sahino.

## Economía
Las actividades económicas más importantes del municipio es la ganadería y la agricultura, las que generan fuentes de empleo e ingreso a la municipalidad. La agricultura podemos clasificarla en la dedicada a los granos básicos y la orientada a la producción de verduras y vegetales. La caficultura ocupa un lugar importante en la economía del municipio, concentrándose la producción de este rubro en las comarcas ubicadas en la zona agroecológica húmeda, ubicada a partir de la ciudad de Jinotega, extendiéndose hacia el este hasta los límites del municipio.

### Agricultura
En la agricultura de granos básicos se destacan los frijoles, maíz, sorgo  millón. La dedicada a verduras y vegetales presente como exponentes repollo, lechuga, tomate, cebolla, chiltoma, apio, zanahoria, remolacha, rábano. Los tubérculos como la papa, en menor escala la malanga, el quequisque.

#### Café
A fines del siglo XIX y principios del siglo XX, la economía de Jinotega recibió un gran impulso con el cultivo del café, que atrajo a empresarios nacionales y extranjeros, en particular entre los nacionales de Granada, de León, pero también de los extranjeros alemanes y británicos en particular. «La Fundadora» ha sido una de las haciendas de café más grandes de Nicaragua. Fue hacienda del inglés Charles Potter.
Así, el principal elemento con el que Jinotega aporta mucho a la economía nacional sigue siendo el café. La benevolencia de su clima y la dedicación de sus productores han permitido que el café de Jinotega alcance los más altos niveles de calidad en el mundo. Así, Jinotega ha ganado concursos nacionales e internacionales por la excelencia en la producción de café, superando en calidad a Matagalpa, Boaco, Estelí o al departamento de Madriz; e internacionalmente, Venezuela, Colombia e incluso Brasil.
En Jinotega se han organizado concursos, como la Taza de la Excelencia, porque este departamento es uno de los más premiados por este concurso a nivel internacional del cual ha sido ganador 5 veces. El cultivo de café está representado principalmente por pequeños y medianos productores para 90 %, el resto en manos de grandes productores. El departamento produce 65 % café nicaragüense, café de alta calidad gracias a las óptimas condiciones agroecológicas para su cultivo, que hacen de Jinotega la capital del café. Este producto se exporta a Canadá, Estados Unidos, Europa y Rusia. Al mismo tiempo, Jinotega también produce cacao.

### Ganadería
La ganadería, basada en la producción de leche y carne, es otra de las actividades fundamentales del municipio. La comercialización de la leche se realiza a nivel local, vendiendo la leche y sus productos derivados como la cuajada y crema en el mercado local.

### Comercio

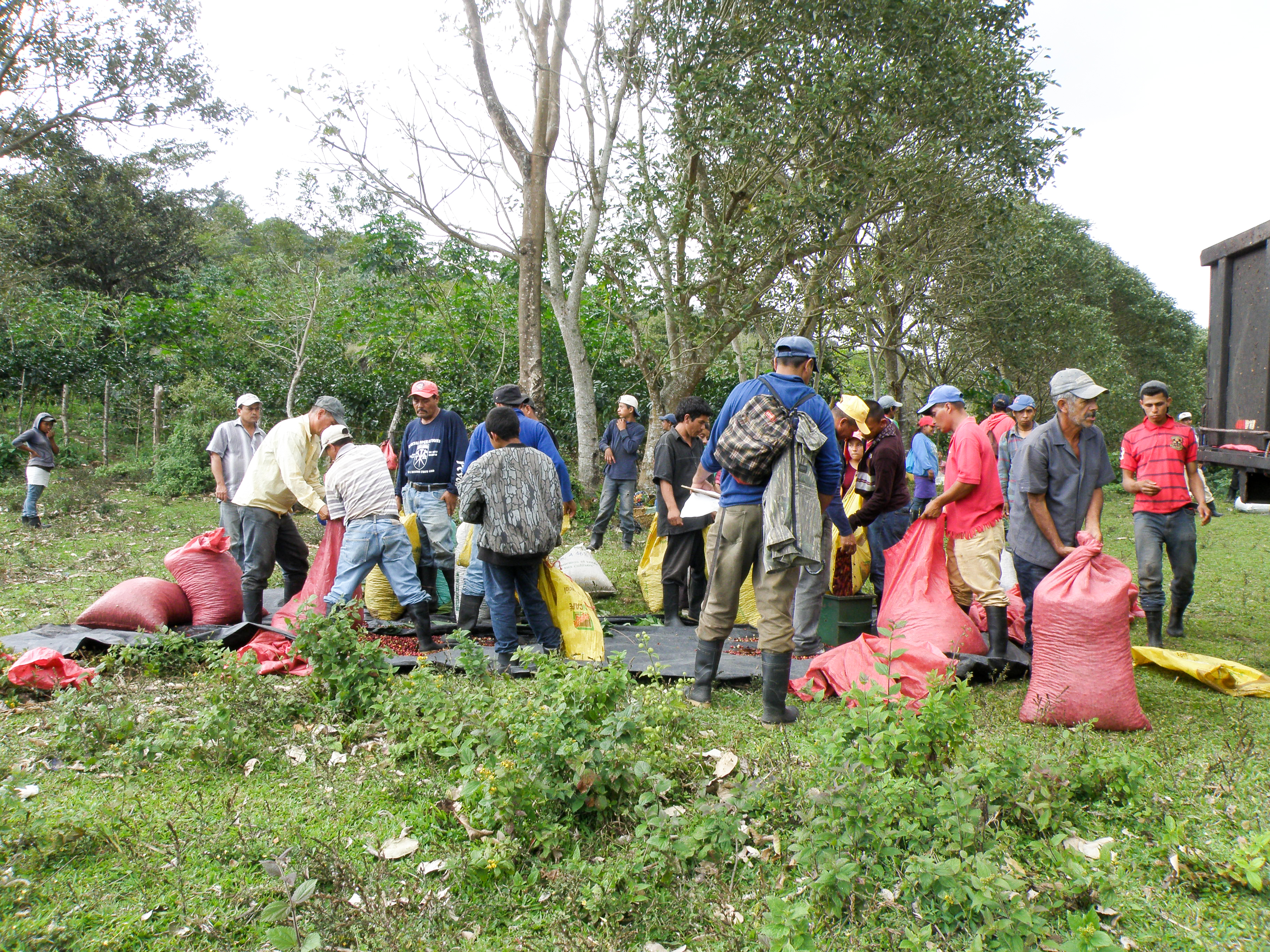
Trabajadores de una "finca cafetera" durante el pesaje. Cada bolsa pesa 60 kg.

El comercio del "grano de oro" (café), al igual que el de los granos básicos, depende principalmente de intermediarios que se encargan de recolectar el producto, almacenarlo y luego buscar puntos de venta. La comercialización de hortalizas en la localidad no ha cambiado desde hace años. Comercializado directamente por la plantación, el producto se transporta a los mercados para encontrar compradores. El ganado es vendido por los propietarios directamente al mercado nacional en los mataderos de Managua, Chontales o Condega, quienes se encargan de exportarlo.

## Infraestructura

### Energía eléctrica
La distribución de energía doméstica, a cargo de la empresa Distribuidora del Norte (DISNORTE), está interconectada a la red nacional. La central hidroeléctrica Centroamérica tiene dos turbinas, cada una con una capacidad de 25 MW (sujeto a un buen invierno). El servicio de alumbrado público cubre solo el 90% de la ciudad y solo el 30% en las zonas rurales.

## Cultura

### Símbolos
- Árbol municipal: Jiñocuabo.
- Flor municipal: Torito.
- Ave municipal: Tucán o picón.

### Música
La música jinotegana es toda aquella música vernácula recopilada, preservada y generada por los compositores y músicos populares de Jinotega que observan la forma típica de tocarla y el uso de los instrumentos característicos que le dan su timbre. En el aspecto del timbre, las Mazurkas, Polkas y Jamaquellos suelen ser ejecutadas con acordeón, guitarras y guitarrón.

#### Mazurca
La mazurca en Nicaragua constituye uno de los géneros musicales de la música folclórica –junto a la polka, el jamaquello, el palo de mayo (May Pole) y el son nica– donde fue introducida por inmigrantes de Europa Central y España que se asentaron en la zona norte de este país centroamericano, principalmente en los departamentos de (Matagalpa, Jinotega y Nueva Segovia), música recopilada principalmente por don Felipe Urrutia de Estelí y Cedrick Dallatorre Zamora (Jinotega). La mazurca se suele bailar en parejas, y pueden juntarse 4, 6 o 12. Se divide en dos partes: en una parte A y otra parte B.

#### Polca
En Nicaragua existe el género musical de música folclórica llamada polka neosegoviana – junto a la mazurca, el jamaquello, el palo de mayo (May Pole) y el Son nica. Fue introducida por inmigrantes de Europa Central (Alemania) que se asentaron principalmente en la zona central norte (Matagalpa y Jinotega) de este país centroamericano

#### Jamaquello
El jamaquello es un ritmo musical y estilo de baile típico de Nicaragua, con raíces europeas. Introducido por inmigrantes procedentes de diferentes países de Europa, principalmente franceses, fue asimilado por el campesino norteño nicaragüense de los departamentos de Jinotega y Matagalpa.

### Trajes folklóricos
Los trajes jinoteganos son de hechuras múltiples y de colores variables. En su mayoría se ocupaban según la ocasión y la edad. El rojo y el rosado, era un color propio de la juventud para las fiestas. El negro, café, azul, morado, verde oscuro, eran colores para las mujeres casadas y para los ancianos(as) el blanco, negro y azul. El color blanco es propio de las novias para los casamientos; el negro, morado, café, azul para el luto; los estampados de colores claros sor propios de fiestas. En la confección de dichos vestuarios se ocupan telas de dacron, ceda, mantas y los adornos más adecuados o los más usados son cintas, tiras bordadas, encajes, jaretas. Las hechuras eran siempre voladas debido a nuestra tipografía no se debían usar muy ajustadas. Los zapatos eran de hule, de cuero, tacón galleta para las mujeres. Las botas de hule, polainas y zapatones para los hombres.

### Gastronomía
La mayor parte de la alimentación está basada en la cultura del país comenzando por la tortilla, tiste, pozole, atole, etc. Para la época de la siembra y cosecha del maíz tierno tenemos güirila, elotes cocidos, tamales, tamales pizques rellenos, montucas rellenas, etc. La comida típica es básicamente la misma que la del resto del país, pero difiere en la forma de su elaboración o en el nombre que recibe. Esta gastronomía es derivada del maíz como las tortillas, güirilas, los tres tipos de tamal (dulce, camague y montuca), las empanadas (revueltas o rellenas), la rosquilla, hojaldra, rosquete, panela, cemita, marquesote, rosquillas de cuajada, y otros panes. Dentro de los refrescos están: Pozol, Chicha bruja, Pinolillo. Los tipos de Pan hornados son: Perrerreque, rosquillas, hojaldras, masa-maíz, rosquetes (maíz de pinol). Entre los manjares están: atol de maíz nuevo y Buñuelos en miel. El agua loja es una bebida tradicional que se prepara a base de dulces, maíz, canela, jengibre, pimienta dulce y clavo de olor.

### Artesanía

#### Cerámica Negra
La cerámica negra es artesanía de barro el cual se fábrica objetos, como jícaras, tazas, juegos miniaturas, etc.; preparadas con hojas secas de Pino de Árbol. Una tradición que se elabora en el Valle Las Cureñas que conduce a Saraguasca en la zona seca, una comunidad ubicada a 10 kilómetros de la ciudad de Jinotega. Según María Dolores Castro Pineda: “Hay que colar el barro y batirlo muy bien para hacer la pieza. Luego se le echa tagüe para que se vuelva blanco, y ya formada la figura  se mete al horno y se saca cuando está al rojo vivo. Cuando está así se le echan hojas de pino y el humo de la hoja se le penetra para darle el color negro. El brillo se le da en crudo o sea antes de meterlas al horno y al final se les hacen los dibujitos”.

### Fiestas tradicionales
Fiestas de la Santa Cruz: Por una coincidencia de la llegada del fraile Fray Antonio Magil de la Cruz y el día de la “Santísima Cruz” la ciudad de Jinotega celebra esto con gran pomposidad, con unas fiestas que se remontan al siglo XVIII, exactamente en el año 1705. Se celebra todos los años el 3 de mayo.
Las fiestas patronales de San Juan Bautista: Estas fiestas son celebradas cada año, el 24 de junio. Se celebra con una misa solemne el aniversario del Patrón del municipio.
En octubre el aniversario de Jinotega: Se elige la reina del festival y la cultura donde participa gente de todo el departamento, y se exhiben las bandas y las gimnasias rítmicas de los centros educativos. Se celebra el 15 de octubre.
Fiesta de San Isidro Labrador: Es una fiesta religiosa, que celebran la gente del campo. Se celebra el 15 de mayo de todos los años. San Isidro es conocido también como Patrono de los Agricultores. Es velado el 14 de mayo en la ermita conocida como la “Parroquia Sangre de Cristo” de la comunidad de “El Llano de la Tejera”. Al día siguiente es llevado a Jinotega en procesión.
| Fecha                                    | Festividad                                           | Actividad |
| ---------------------------------------- | ---------------------------------------------------- | --- |
| 14 y 15 de enero                         | Señor de Esquipulas                                  | Peregrinación al Santuario Nuestro Señor de Esquipulas desde las 4:00 p. m. del 14 hasta el 15 a la 1:00 p. m. |
| 3 de mayo                                | Santa Cruz                                           | Peregrinación a La Peña de La Cruz desde las 6:00 a. m. hasta las 6:00 p. m. |
| mayo                                     | Fiestas de La Cruz                                   | Fiestas de 10 días con 5 días antes y después del 3 de mayo por las noches. |
| Primer domingo después del 3 de mayo     | Hípicas                                              | Desfiles de equinos en la avenida y calle Benjamín Zeledón, avenida Patricio Centeno y Avenida Central desde la 1:00 p. m. |
| 15 de mayo                               | San Isidro Labrador                                  | Peregrinos, agrónomos, productores, montados a caballo, carretas adornadas de hortalizas jaladas por ganado vacuno y vehículos acompañan el desfile en celebración de San Isidro Labrador iniciando desde las 9:00 a. m. en la Parroquia Sangre de Cristo en el Llano de La Tejera, recorriendo la avenida Centroamérica, avenida Rubén Baltodano, calle Benjamín Zeledón, avenida Patricio Centeno y avenida Central hasta llegar a la Catedral San Juan Bautista finalizando con una eucaristía a las 12:00 del mediodía. |
| 15 de octubre                            | Aniversario del departamento de Jinotega             | Fiesta, cultura y tradición. |
| octubre                                  | Fiestas del aniversario del departamento de Jinotega | Fiestas de 10 días con 5 días antes y después del 15 de octubre por las noches. |
| Primer domingo después del 15 de octubre | Hípicas                                              | Desfiles de equinos en la avenida y calle Benjamín Zeledón, avenida Patricio Centeno y Avenida Central desde la 1:00 p. m. |

### Patrimonio histórico

#### Catedral San Juan Bautista

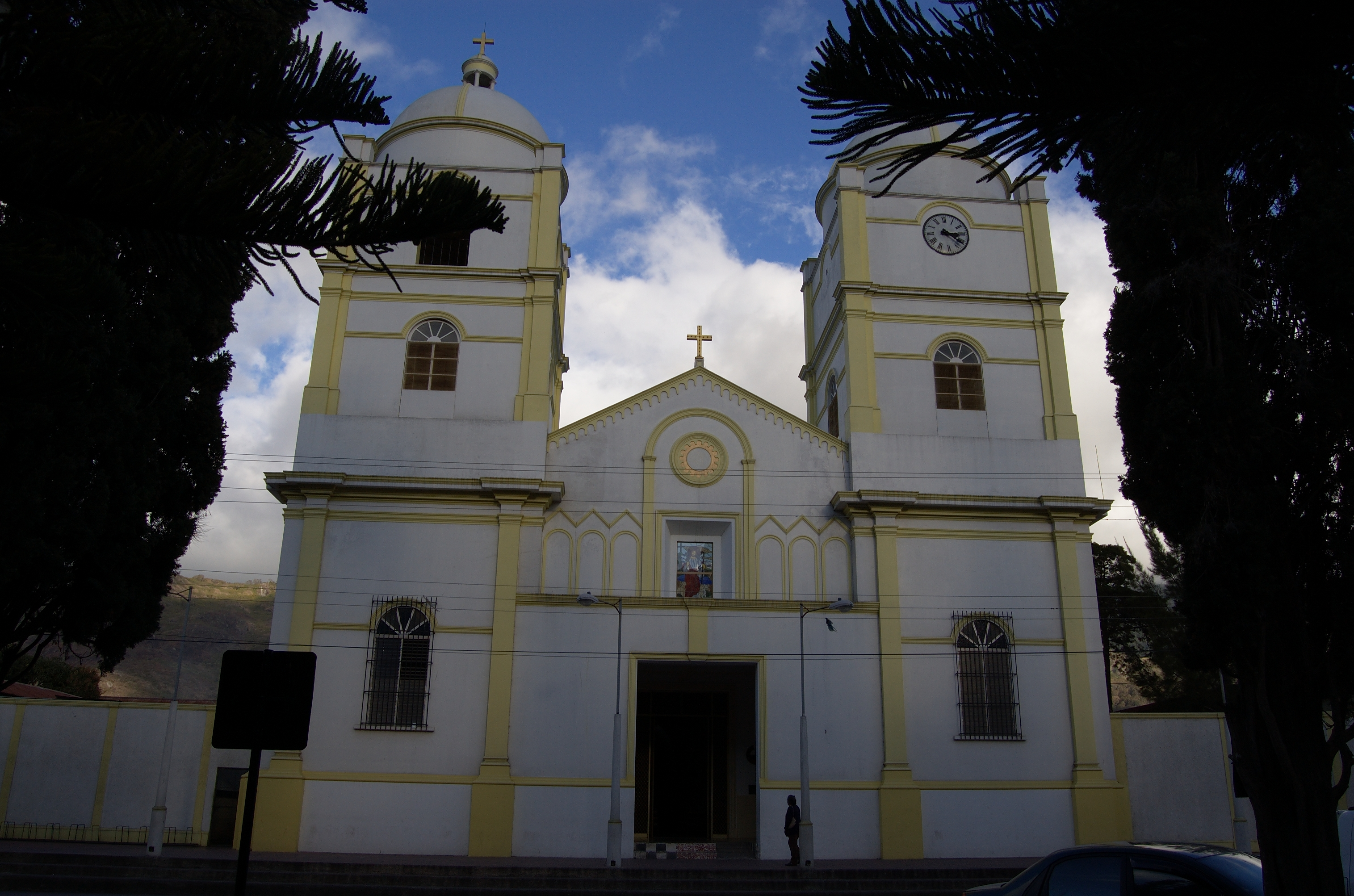
Catedral San Juan Bautista, sede episcopal de la Diocésis de Jinotega

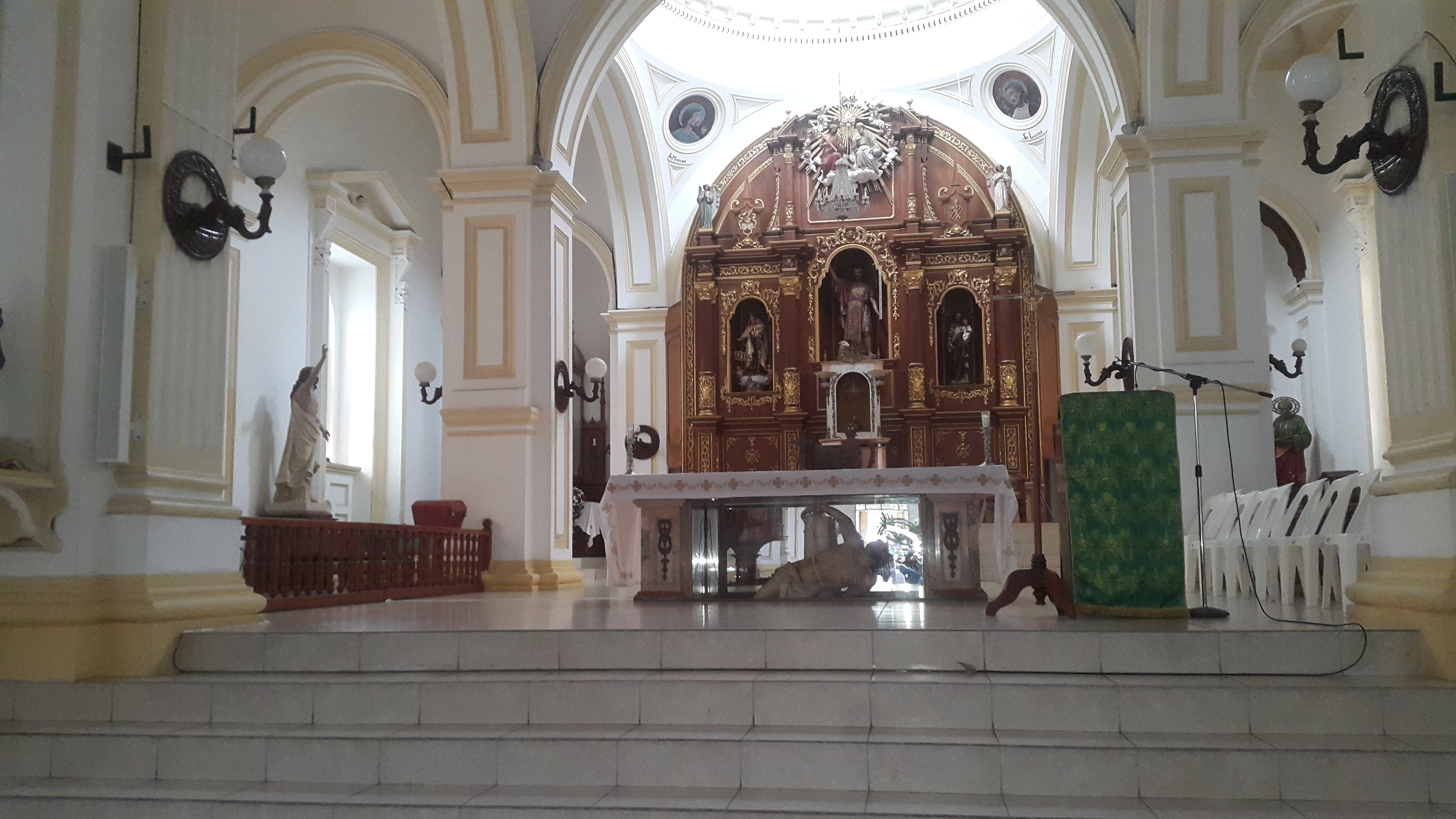
Vista al Altar Mayor con el Flagelado

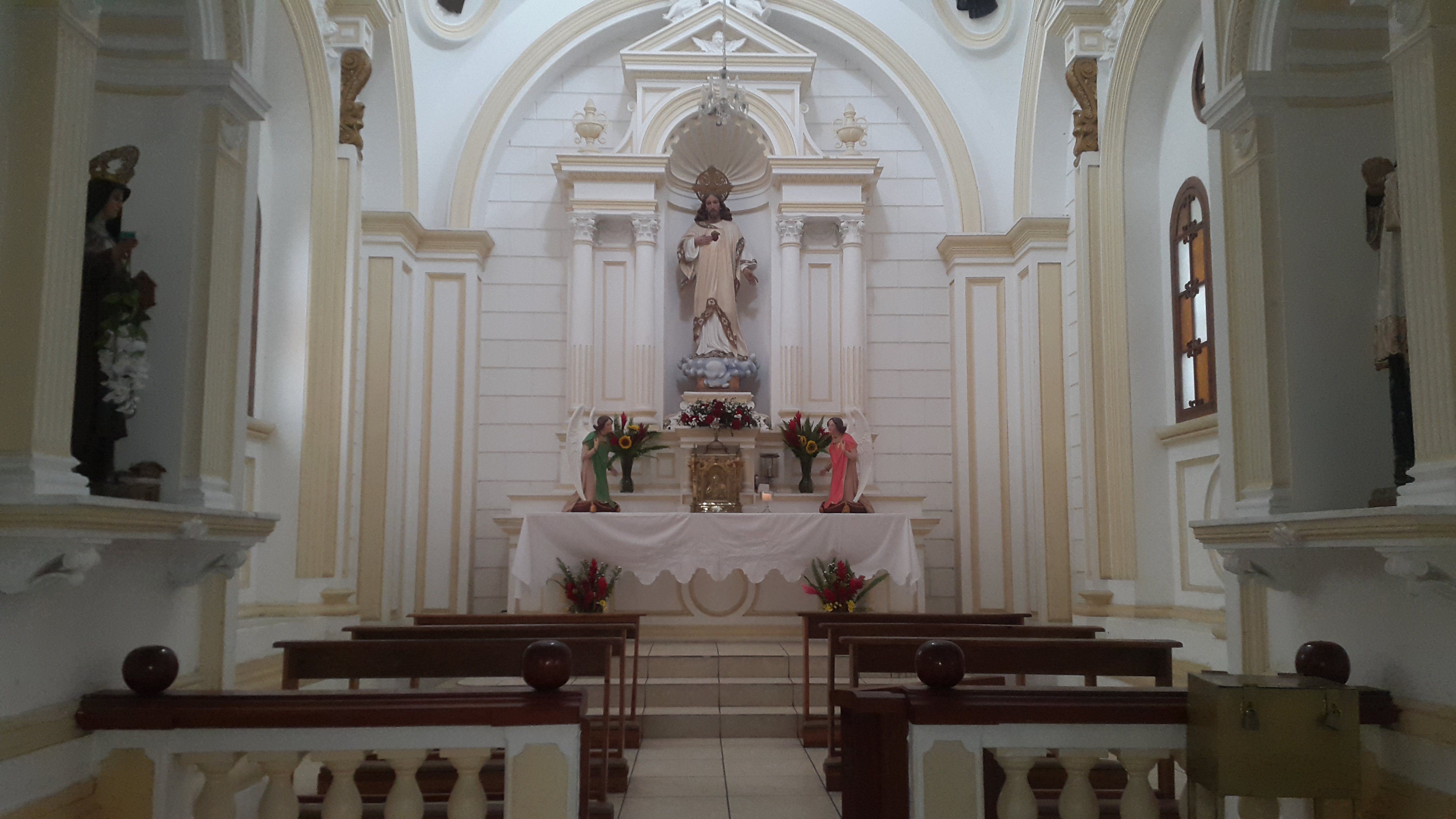
Capilla Sagrado Corazón de Jesús

En 1952 el párroco Valencia comenzó la reconstrucción total este templo de la Iglesia parroquial San Juan, continuando el Rubén Baltodano Alfaro, hasta completarla en 1958. Cuenta con una colección de arte religioso traído de España, El altar mayor fue originalmente tallado en maderas de caoba y nogal por el maestro ebanista Luis Lezama después fue reemplazado por uno más moderno, pero de estilo barroco.
En 1954 ese altar se sustituyó con otro de estilo barroco, importado de Alemania. Igualmente de Alemania se importó a mediados de 1960 el reloj mecánico que se encuentra en la torre derecha, fabricado por la empresa Friedrich E. Korfhage, de Melle, Osnabrück.

#### Diócesis de Jinotega
Es sede episcopal de la Diócesis de Jinotega (en latín: Dioecesis Xinoteganus) jurisdicción eclesiástica de la Provincia eclesiástica de Nicaragua, fue erigida el 18 de junio de 1982, siendo primero prelatura territorial, segregado su territorio de la Diócesis de Matagalpa.

#### Parroquia Nuestra Señora de Los Ángeles

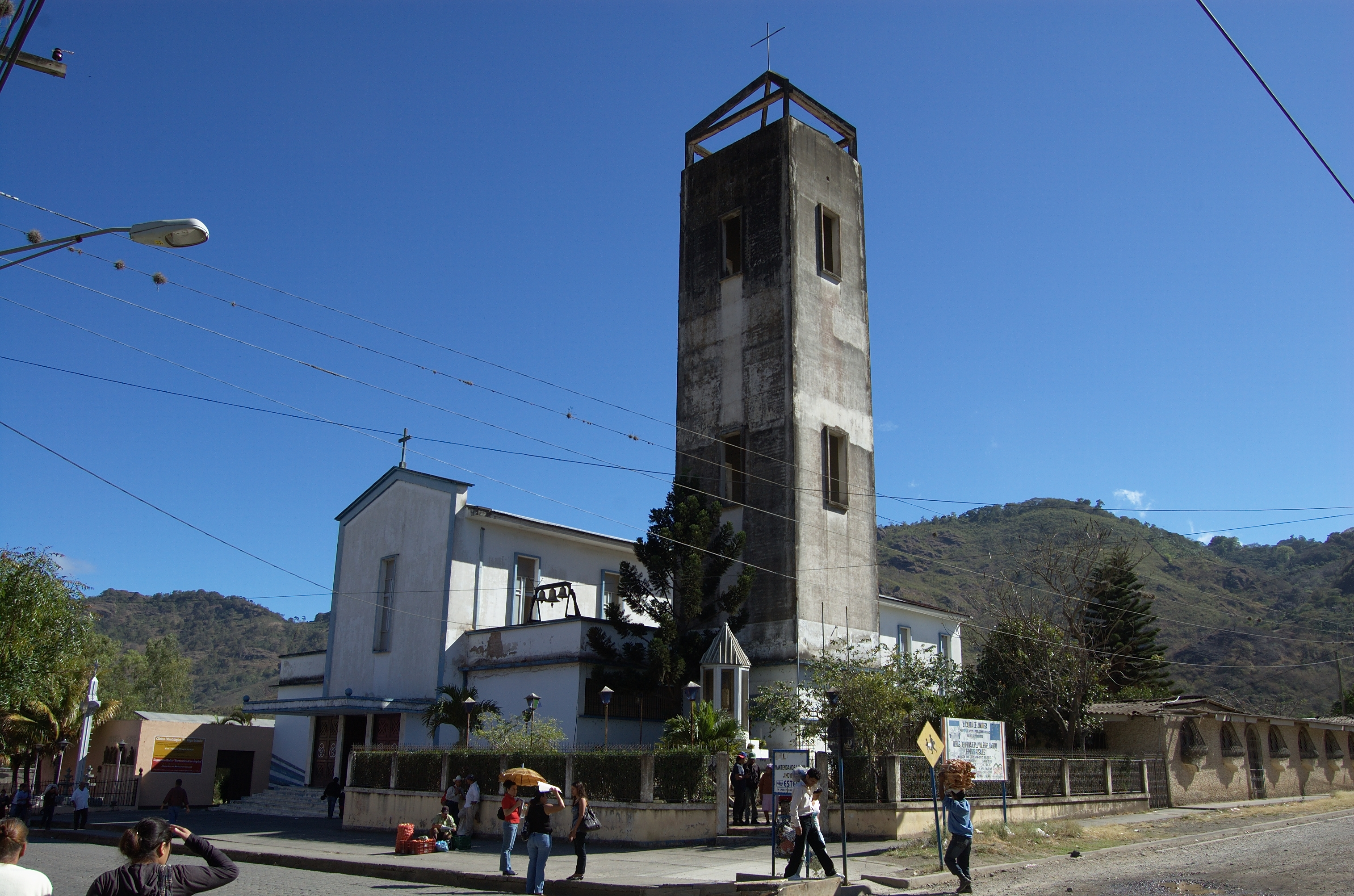
Iglesia Nuestra Señora de Los Ángeles

La parroquia "Nuestra Señora de Los Ángeles" se localiza cerca del colegio diocesano "La Salle".

## Sitios de interés

### Atracciones

#### Convivencia natural, histórica y religiosa

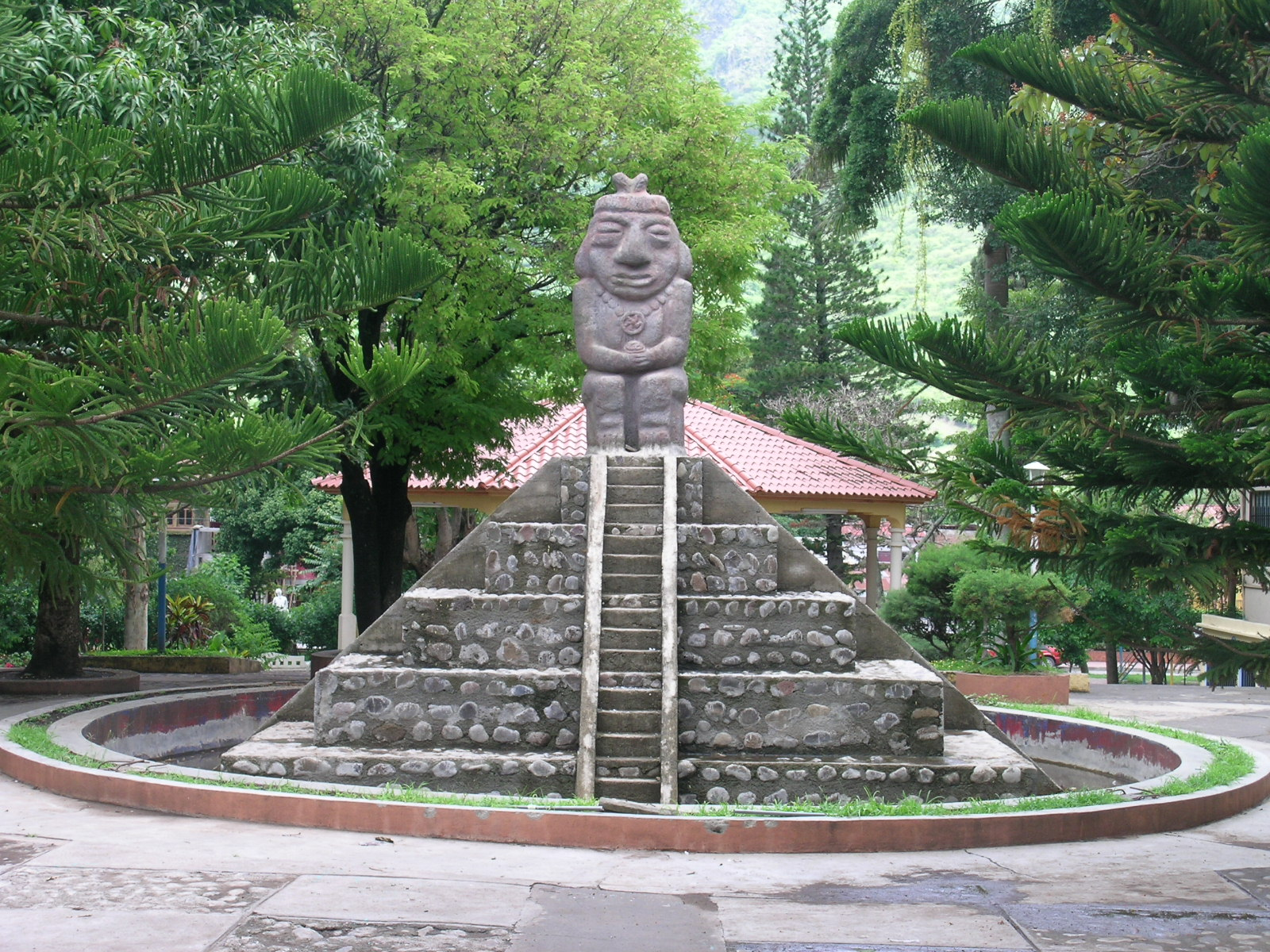
Parque Central de Jinotega (2005)

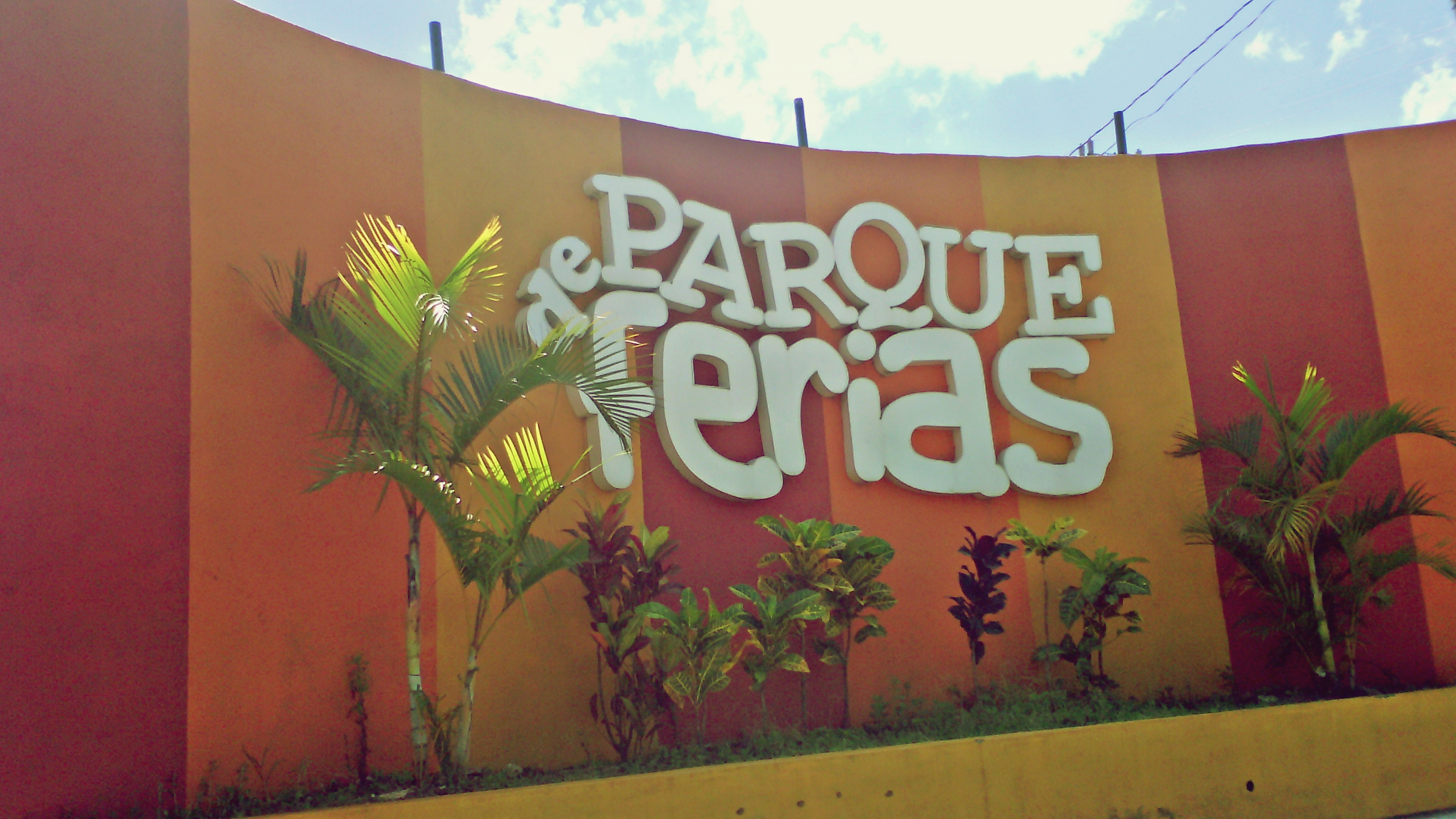
Parque de Ferias de Jinotega

- Parque Central: Con pista de patinaje, en su alrededor se ubican la catedral, alcaldía municipal, museo, biblioteca, club social, universidad, hoteles y restaurantes.
- Parque «Otto Casco Montenegro»: Con cancha de baloncesto, cerca de la estación de buses inter-departamentales y cerca del Hospital Victoria Motta.
- Parque «Apapuerta de Xinotecatl»: Parque natural con piscina al este del estadio de béisbol Moisés Palacios Escorcia.
- Parque de Ferias: Se ubica al sur de la ciudad cerca al cerro Cubulcán, tiene área infantil, una pequeña plaza y hacia el sur se ubica un avión de exposición y más al sur se realizan las funciones de los circos, barrera de toros y juegos mecánicos en las festividades del 3 de mayo y 15 de octubre.
- Catedral «San Juan Bautista»: ubicada en el centro de la ciudad.
- Parroquia «Nuestra Señora de los Ángeles»: ubicada cerca del parque Otto Casco.

#### Experiencia de turismo rural y comunitario
- Recorrido por la reserva natural «Cerro Datanlí - "El Diablo"» para conocer su bosque de nebliselva y la cascada «La Bujona» guiados por habitantes de la reserva con quienes se comparten sus actividades cotidianas.
- Hospedaje en «La Bastilla» Ecolodge.
- Ecoturismo en «La Fundadora» y en la Finca «Vida Joven» ubicadas sobre la carretera Jinotega-Matagalpa.
- Cerámica Negra en el Valle «Las Cureñas».

#### Experiencia cultural y natural
- Museo Municipal: Presentaciones de arqueología, historia y tradiciones jinoteganas.
- Biblioteca Municipal: En el mismo local del museo, frente del parque central.
- Peña de La Cruz: es un sitio de interés religioso e histórico al oeste de la ciudad, se puede subir a través de gradas a 1300 m s. n. m.
- Cerro «Saraguasca» (Zaraguasca): Cerro, laguneta y caserío al O. de Jinotega. Significa "poza, o laguneta solitaria". Según Valle: "nuestro primer río". Según Kiene: "río abajo".[21]
- Cerro «Yuca Puca»: Yuca Puca "cerro narigudo", de origen maya: yuca, nariz, cosa puntuda, puc, cerro. Hermoso cerro que a la vera del camino entre Jinotega y San Rafael del Norte, se empina vigilante del lago de Apanás. Lo singular es su nombre maya, lo cual demostraría la existencia de algunos grupos hablantes de lenguas mayenses, quizá provenientes de Honduras.[12]
- Cerro «Cubulcán»: Cubulcán "Lugar del gran gemelo", de origen nahua: Koapol, gran gemelo, -kan, lugar. Pequeño cerro al sur de Jinotega. En realidad dos pequeñas eminencias, una mayor que la otra. Lugar mítico, dedicado al mayor de los gemelos, Koapol. Según la leyenda el cerrito mayor es de fuego, y el menor de agua. Durante la Guerra Civil Constitucionalista (1927), la toma de este cerro fue decisiva para el general Augusto C. Sandino para capturar la ciudad de Jinotega.[12]

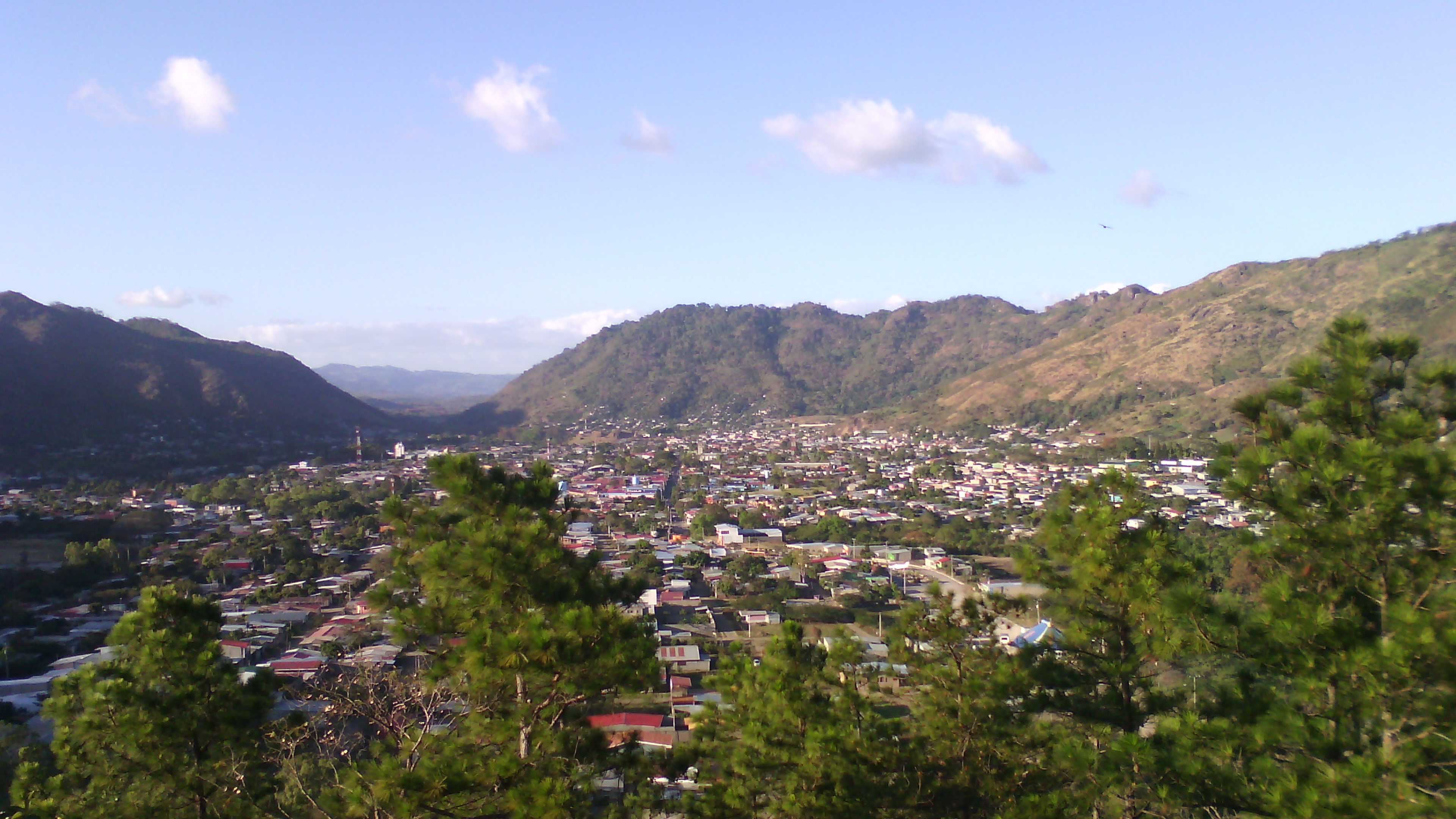
La ciudad desde la cima del cerro Cubulcán

#### Experiencia de pesca y navegación
- Lago Apanás: es un lago artificial ubicado a 6 km al norte de la ciudad, con paisajes pintorescos, avistamiento de aves, islote El Conejo, pesca artesanal y deportiva, kayak.

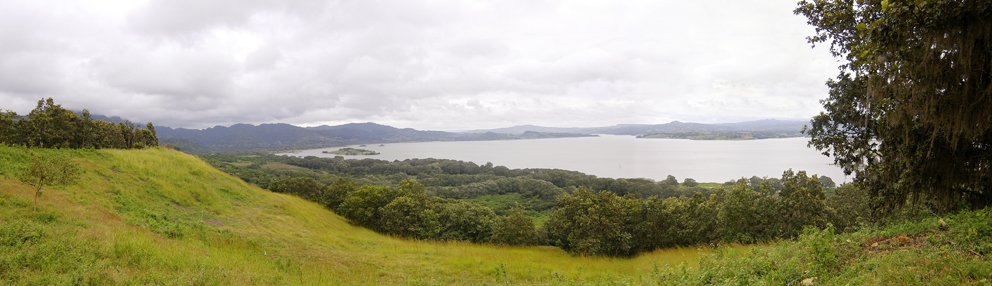
Lago Apanás

## Transporte

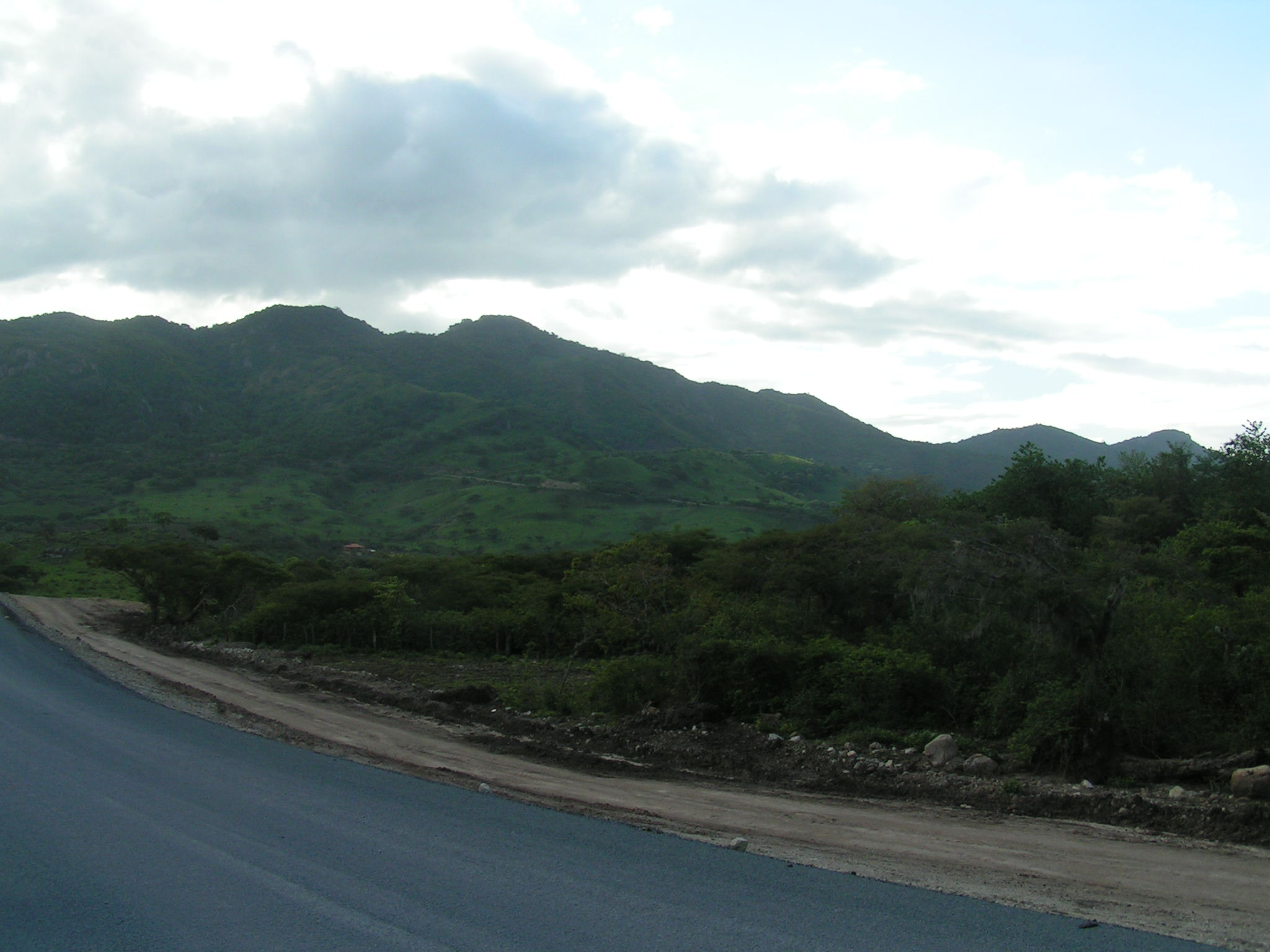
Carretera Jinotega - El Guayacán, conectando a Jinotega con Managua y el resto del país

El municipio cuenta con las suficientes vías de comunicación para con el resto de los municipios, comunidades y departamentos del país además existen cooperativas de transporte colectivo urbano, interurbano y rural los cuales prestan el servicio para facilitar la transportación de los demandantes.
Las rutas de transporte colectivo viajan hacia diferentes comunidades del municipio y hacia las ciudades de Managua, Matagalpa y Estelí.

### Vías de comunicación
La zona urbana tiene cuatro vías de comunicación que conecta a los municipios del país.
- Carretera suroeste 74: Salida a Managua.
- Carretera sureste NIC3: Salida a Matagalpa.
- Carretera noroeste NIC3: Salida a Estelí, San Rafael del Norte, La Concordia y San Sebastián de Yalí.
- Carretera noreste 43: Salida a Santa María de Pantasma, Wiwilí de Jinotega, El Cuá y San José de Bocay.

## Educación

### Colegios de educación primaria y secundaria

#### Públicos
- Escuela "Simón Bolívar".
- Escuela "Rubén Darío".
- Escuela "José Dolores Estrada".
- Escuela "Gabriela Mistral".
- Escuela "Francisco Luis Espinoza".
- Escuela "Villa La Cruz".
- Instituto Nacional "Benjamín Zeledón".
- Instituto Nacional "Augusto C. Sandino".

#### Privados
- Colegio "La Salle" (Religiosos diocesano).
- Colegio "Sagrado Corazón de Jesús" (Religiosas Bethlemitas).
- Colegio "San Juan Pablo II".
- Colegio "Bilingue Step by Step" (Paso a Paso).
- Colegio Divino Niño Jesús.

### Escuelas Técnicas

#### Público
- Instituto Nacional Tecnológico (INATEC).

### Universidades

#### Pública
- Universidad Nacional Autónoma de Nicaragua (UNAN-León).

#### Privada
- Universidad del Norte de Nicaragua (UNN).
- Universidad Popular de Nicaragua (UPONIC).
- Universidad Martin Lutero (UML).

## Relaciones internacionales
Tiene dos ciudades hermanadas:
| - Solingen (Alemania) | - Zoetermeer (Países Bajos) |